# Xyalaspis armata
Xyalaspis armata är en stekelart som först beskrevs av Giraud 1860.  Xyalaspis armata ingår i släktet Xyalaspis, och familjen glattsteklar. Arten är reproducerande i Sverige.